# ざこば・鶴瓶らくごのご
『ざこば・鶴瓶らくごのご』（ざこば・つるべらくごのご）は、一部テレビ朝日系列局で放送された朝日放送（ABCテレビ）製作のバラエティ番組（演芸番組）。製作局の朝日放送では1992年4月2日から1998年6月25日まで放送。

## 概要
三題噺（即興落語）とゲスト出演者とのトークによって構成されていた深夜番組で、三題噺を得意としていた笑福亭鶴瓶が桂ざこばを誘う形で始められた。オープニング映像は、同じく朝日放送製作の時代劇『必殺シリーズ』風のBGMをバックに、ざこばと鶴瓶の名前が書かれた千社札が相撲を取るというものだった。
朝日放送での放送時間は毎週木曜日 24:35 - 25:30（JST、実質は金曜日未明 0:35 - 1:30）。1994年4月2日からは、放送時間を毎週土曜日 23:55 - 翌0:50に移行していたこともあったが、わずか8ヶ月で木曜深夜枠へ戻り、以後は最終回までこの時間帯で放送され続けた。さらに、『特選!らくごのご』と題して日曜日の昼に再放送されていたこともあった。テレビ朝日では土曜日の夕方に放送されていたが、たびたびゴルフ中継などで放送休止になることが多かった。
レギュラー放送の終了後も特別番組としてたびたび放送されていたが、2005年5月10日の時点では既に数年間放送されていない。ただし、2004年9月4日に生國魂神社で開催された「第14回彦八まつり」の「奉納落語会」での催しの1つとして『らくごのご』が6年振りに復活したことがある（テレビなどでの放送は無し）。また、2005年にも鶴瓶が出演したイベントで行われていた。
2011年12月23日深夜「きらきらアフロSP 祝!還暦鶴瓶&四十路松嶋 100歳大パーティ きらきらアフロ終了!? 一旦撤収スペシャル（テレビ東京、大阪ではテレビ大阪）」の中でスペシャル企画として復活。ざこばも出演した。

## 出演者
- 桂ざこば
- 笑福亭鶴瓶
- 酒井ゆきえ - 進行役を担当。番組内では肩書が「ご案内」と表記されていた。
- 橘右佐喜  - 題字を書いていた女性。着物姿で橘流寄席文字と呼ばれる文字で書いていた。スケジュールの都合で出演できない時には、兄弟弟子が代役を務めていた。
- 松林会 - 上方落語協会所属の噺家を中心に構成された会で、出囃子など演奏していた。メンバーの中には吉本興業所属の林家染八（後の五代目林家小染。現在の林家染八の父）もいたが、松竹芸能が制作協力をしている番組に吉本興業所属の落語家の名前を出すのはまずいという理由で、メンバー個人の名前は紹介されていなかった。
- 笑福亭瓶吾 - 右佐喜の横に付き、挙げられた「お題」を取りまとめ、書かれた題字の墨汁をティッシュペーパーで吸い取って乾かす役割を担当していた。リポーター的な役割に回ったこともあったが、殆どの場合においてはこの役割を務めていた。
- 笑福亭瓶太 - 指名された観客にマイクを向けに行くリポーター的な役割を担当。以下も同じ。
- 笑福亭瓶二 - 東京進出により降板。
- 笑福亭のり瓶 - 瓶二の後任。
- 桂わかば
- ほか
- この他に、毎週1人のゲストが出演していた。

## 噺の座
「噺の座」とは、この番組の収録が行われていた朝日放送本社Aスタジオに設置されていたセットのことで、寄席の雰囲気を醸す造りとなっていた。観覧希望者の募集要項においては「らくごのご」ではなく、「噺の座」希望となっていた。番組開始当初はこの名称は無く、視聴者に公募を掛けて選考した結果「噺の座」と命名された。ちなみに、ボツとなったハガキの中には「いざこ座」や「ばこ座」（ざこばを逆さから読んだだけのもの）というものもあり、採用はされなかったものの珍名称として番組内で紹介されていた。
舞台正面の上手側には「ざこば」と、下手側には「鶴瓶」と掲げられていた（エンディングでは、下手側に掲げられている「鶴瓶」が「つるべ」とひらがなで表記されていた）。また、壁の上部には過去のお題が全て掲げられていた。お題は回数が多くなってくると100回毎にまとめられ、舞台下手の上部に飾られていた。セットには花道が設けられており、ゲストと鉄ビンの挑戦者たちはそこを通って登場していた。過去に1度模様替えをしたことがあり、2代目のセットは『今夜はちょっと気晴亭』という鶴瓶司会の演芸番組でも使われていた。
1996年に一度東京のテレビ朝日「六本木センター」スタジオで収録が行われた際には、スタジオセットが大阪から東京まで運ばれ、実際に使用された。しかし、使用したスタジオとセットの寸法が合わなかったので、セットの一部を切断したという話が残っている。

## ハガキのコーナー
オープニングではざこばと鶴瓶だけが登場し、多少「場」を和ませて客席の雰囲気を掴んだ後、鶴瓶に呼び込まれる形で酒井が登場。そして、視聴者からのハガキを紹介し、意見や質問に答えていた。そして、その後に酒井がゲストを呼び入れていた。このコーナーは不定期で行われ、ハガキを読まずに3人のトークだけで終わることもあった。
このコーナーでハガキが採用されると、ざこば手拭い、もしくは鶴瓶手拭いのどちらかがプレゼントされた。中期頃からは、2人の手拭いのほかに酒井ゆきえハンカチも選択できるようになった。

## お題選び
お題選びでは、客席から様々なお題候補が出されていた。6つか7つが集まったところで一旦区切り、ゲストがその中から1つを選ぶというのを3回繰り返していた。生放送の回などで時間的な制約がある場合には、一気に2つのお題をチョイスすることもあった。この場合は、その流れを2回繰り返していた。お題が既出のものと重ならないよう、観客にはあらかじめ既出のお題が書かれた紙を配布していた。
選ばれたお題はその場で橘右佐喜が書き、舞台上に掲示された。掲示されたお題は、収録の終了後にお題を言った観客本人にプレゼントされていた。ちなみに、お題は広辞苑を使って調べた後に書かれていたため、日常生活では目にしないような漢字で書き表されていることもあった。

### お題一覧
1992年
- 1 過労死・つくし・小錦の脂肪
- 2 一年生・時短・ニューハーフ
- 3 レントゲン・混浴・アニマル
- 4 ゴールデンウイーク・JFK・セクハラ
- 5 暴走族・かさぶた・バーコード
- 6 タイガース・母の日・入れ墨
- 7 目借り時・風呂桶・よだれ
- 8 しびれ・歯抜け・未婚の娘
- 9 ヘルニア・目ばちこ・フォークボール
- 10 造幣局・社員割引・オリンピック
- 11 父の日・猥褻・丁髷
- 12 ピエロ・ナメクジ・深爪
- 13 ミスユニバース・特許・虫さされ
- 14 魔法使いサリー・祇園祭・円形脱毛症
- 15 サザエさん・ジャンケン・バーゲンセール
- 16 ト音記号・北方領土・干瓢
- 17 妊婦体操・蚊帳・ビヤガーデン
- 18 身代わり・車だん吉・プラネタリウム
- 19 床づれ・追っかけ・男の涙
- 20 海月・肩パット・鶏冠
- 21 放送禁止用語・お年寄り・ピンポンパン
- 22 おかま・芋掘り・大人げない
- 23 復活・憧れ・食い逃げ
- 24 蒲鉾・風は旅人・半尻
- 25 泉ピン子・ヘルメット・クリーニング
- 26 美人姉妹・河童・合格
- 27 スカート捲り・ケツカッチン・秋の虫
- 28 チンパンジー・フォークダンス・いなりずし
- 29 稲刈り・小麦粉・フランス人
- 30 日本シリーズ・鶴瓶・落葉
- 31 クロスカウンター・学園祭・タクシー
- 32 付け睫毛・褌ペアー誕生・ツアーコンダクター
- 33 泣きみそ・ボーナス一括払い・ぎゅうぎゅう詰め
- 34 静電気・孝行娘・ホノルルマラソン
- 35 暴れん坊将軍・モスラ・久留米餅

1993年
- 36 栗きんとん・鶴・朝丸
- 37 成人式・ヤクルトミルミル・まんまんちゃんあん
- 38 夫婦善哉・歯磨き粉・夜更かし
- 39 金の鯱・オーディション・チャリティーオークション
- 40 ひ孫・いかりや長介・掃除機
- 41 北京原人・お味噌汁・雪祭り
- 42 視力検査・フレアースカート・美術館めぐり
- 43 矢鴨・植毛・うまいもんはうまい
- 44 卒業式・美人・転た寝
- 45 らくごのご・浅蜊の酒蒸し・ハットリ君
- 46 コレラ・さぶいぼ・お花見
- 47 パンツ泥棒・オキシドール・上岡龍太郎
- 48 番台・ボランティア・健忘症
- 49 長嶋監督・割引債・厄年
- 50 指パッチン・葉桜・ポールマッカートニー
- 51 同級生・竹輪・ホモ
- 52 破れた靴下・海上コンテナ・日本庭園
- 53 シルバーシート・十二単衣・筍
- 54 ぶんぷく茶釜・結納・横山ノック
- 55 睡眠不足・紫陽花・厄介者
- 56 平成教育委員会・有給休暇・馬耳東風
- 57 生欠伸・枕・短気は損気
- 58 雨蛙・脱税・右肩脱臼
- 59 鮪・教育実習・嘘つき
- 60 天の川・女子短期大学・冷やし中華
- 61 東京特許許可局・落雷・蚊とり線香
- 62 真夜中の屁・プロポーズ・水戸黄門諸国漫遊
- 63 五条坂陶器祭・空中庭園・雷
- 64 目玉親父・恐竜・熱帯夜
- 65 深夜徘徊・パンツ・宮参り
- 66 美少女戦士セーラームーン・盆踊り・素麺つゆ
- 67 水浴び・丸坊主・早口言葉
- 68 桃栗三年柿八年・中耳炎・網タイツ
- 69 釣瓶落とし・サゲ・一卵性双生児
- 70 台風の目・幸・ラグビー
- 71 年下の男の子・宝くじ・松茸狩り
- 72 関西弁・肉まんあんまん・盗塁王
- 73 新婚初夜・サボテン・高みの見物
- 74 パナコランで肩こらん・秋鯖・知恵
- 75 禁煙・お茶どすがな・銀幕
- 76 ラクロス・姥捨山・就職浪人
- 77 掛軸・瀬戸大橋・二回目
- 78 海外留学・逆児・マスターズトーナメント
- 79 バットマン・戴帽式・フライングスポーツシューター
- 80 法螺貝・コロッケ・ウルグアイラウンド
- 81 明治大正昭和平成・武士道・チゲ鍋

1994年
- 82 アイルトンセナ・正月特番・蟹鋤
- 83 豚キムチ・過疎対策・安物買いの銭失い
- 84 合格祈願・パーソナルコンピューター・年女
- 85 一途・血便・太鼓橋
- 86 告白・ラーメン定食・鬼は外、福は内
- 87 カラー軍手・放火・卸売市場
- 88 パピヨン・所得税減税・幕間
- 89 二十四・Jリーグ・大雪
- 90 動物苛め・下市温泉秋津荘・ボンタンアメ
- 91 雪見酒・アメダス・六十歳
- 92 座蒲団・蛸焼・引越し
- 93 米寿の祝・外人さん・コチョコチョ
- 94 談合・太極拳・花便り
- 95 猫の盛り・二日酔・タイ米
- 96 赤切符・キューピー・入社式
- 97 リストラ・龍神伝説・空巣
- 98 人間喞筒・版画・単身赴任
- 99 コッペン・定年退職・ハンドボール
- 100 百回記念・扇子・唐辛子
- 101 ビクターの手拭い・カーネーション・鉄腕アトム
- 102 自転車泥棒・見猿言わ猿聞か猿・トマト
- 103 紫陽花寺・豚骨スープ・阪神優勝
- 104 三角定規・黒帯・泥棒根性
- 105 横浜銀蝿・他人のふり・安産祈願
- 106 月下美人・フィラデルフィア・大山椒魚
- 107 鯨・親知らず・ピンクの蝿叩き
- 108 蛍狩・玉子丼・ウィンブルドン
- 109 西部劇・トップレス・レバー
- 110 流し素麺・目高の交尾・向日葵
- 111 河童の皿・コロンビア・内定通知
- 112 防災頭巾・電気按摩・双子
- 113 河内音頭・跡取り息子・蛸焼パーティ
- 114 骨髄バンク・銀杏並木・芋名月
- 115 秋桜・ぁ結婚式・電動の車椅子
- 116 運動会・松茸御飯・石焼芋
- 117 サンデーズサンのカキフライ・休日出勤・ウーパールーパー
- 118 浮石・カクテル・彼氏募集中
- 119 涙の解剖実習・就職難・釣瓶落し
- 120 ノーベル賞・めちゃ旨・台風1号
- 121 大草原・食い込みパンツ・歯科技工士
- 122 助けてドラえもん・米沢牛・寿貧乏
- 123 祭・借金・パンチ佐藤引退
- 124 山乃芋・泥鰌掬い・吊し柿
- 125 不合格通知・九州場所・ピラミッドパワー
- 126 紅葉渋滞・再チャレンジ・日本の伝統
- 127 臨時収入・邪魔者・大掃除
- 128 アラファト議長・正月映画封切り・ピンクのモーツァルト

1995年
- 129 御節・達磨ストーブ・再就職
- 130 晴着・新春シャンソンショー・瞼の母
- 131 家政婦・卒業論文・酔っ払い
- 132 姦し娘・如月・使い捨て懐炉
- 133 立春・インドネシア・大正琴全国大会
- 134 卒業旅行・招待状・引っ手繰り
- 135 モンブラン・和製英語・和風吸血鬼
- 136 確定申告・侘助・青春時代
- 137 点字ブロック・新入社員・玉筋魚の新子
- 138 祭と女で三十年・櫻咲く・御神酒徳利
- 139 茶髪・緊張と緩和・来なかったお父さん
- 140 痔・恋女房・月の法善寺横丁
- 141 ひばり館・阿亀鸚哥・染み
- 142 初めてのチュー・豆御飯・鶴瓶の女たらし
- 143 アデランス・いてまえだへん（いてまえ打線）・クラス替え
- 144 長男の嫁・足痺れ・銅鑼焼
- 145 新知事・つるや食堂・南無阿弥陀仏
- 146 もぐりん・五月病・石楠花の花
- 147 音痴・赤いちゃんちゃんこ・野崎詣り
- 148 酒は百薬の長・お地蔵さん・可愛いベイビー
- 149 山菜取り・絶好調・ポラロイドカメラ
- 150 お父さんありがとう・舟歌・一日一善
- 151 出発進行・夢をかたちに・ピンセット
- 152 ホタテマン・深夜放送・FMラジオ
- 153 アトピッ子・結婚披露宴の二次会・おさげ
- 154 初産・紫陽花の花・川藤出さんかい
- 155 ビーチバレー・轆轤首・上方芸能
- 156 ワイキキデート・鹿煎餅・一家団欒　　　※ 浴衣デー
- 157 但空・高所恐怖症・合唱コンクール
- 158 中村監督・水着の跡・進め落語少年
- 159 通信教育・遠距離恋愛・ダイエット
- 160 華麗なる変身・遠赤ブレスレット・夏の火遊び
- 161 親子二代・垢擦り・筏下り
- 162 鮪漁船・新築祝・入れ歯
- 163 泣き虫、笑い虫・甚兵衛鮫・新妻参上
- 164 オペラ座の怪人・トルネード・ハイオクガソリン
- 165 小手面胴・裏のお婆ちゃん・ガングリオン
- 166 栗拾い・天国と地獄・芋雑炊
- 167 夜汽車・鳩饅頭・スシ食いねぇ!
- 168 長便所・大ファン・腓返り
- 169 美人勢揃い・雨戸・大江健三郎
- 170 親守・巻き舌・結婚おめでとう
- 171 乳首・ポン酢・ファッションショー
- 172 仮装パーティー・ぎっくり腰・夜更し
- 173 ギブス・当選発表・ちゃった祭
- 174 超氷河期・平等院・猪鹿蝶
- 175 コーラス・靴泥棒・胃拡張
- 176 誕生日・闘病生活・心機一転
- 177 毒蜘蛛・国際結婚・世間体

1996年
- 178 シナ婆ちゃん・有給休暇・免停
- 179 三姉妹・バリ・総辞職
- 180 家庭菜園・ピンクレディーメドレー・国家試験
- 181 ほっけ・欠陥商品・黒タイツ
- 182 内股・シャッターチャンス・金剛登山
- 183 嘘つき娘・再出発・神学部
- 184 金柑・恋の奴隷・ミッキーマウス
- 185 露天風呂・部員募集・ぞろ目
- 186 でんでん太鼓・ちゃんこ鍋・脳腫瘍
- 187 夢心地・旅の母・ペアウオッチ
- 188 （不明につき空欄）
- 189 福寿草・和気藹々・社交ダンス
- 190 奢り・貧乏・男便所
- 191 八十四歳・奥さんパワー・初心忘るべからず
- 192 お花見・無駄毛・プラチナ
- 193 粒揃い・高野山・十分の一
- 194 おぃ鬼太郎・シュークリーム・小室哲哉
- 195 くさい足・オリーブ・いやいや
- 196 ダイエットテープ・北京故宮展・細雪
- 197 若い季節・自動両替機・糞ころがし
- 198 おやじのパソコン・なみはや国体・紙婚式
- 199 降灰袋・ハンブルグ・乳首マッサージ
- 200 雪見酒・臭い足・貧乏・タイ米・コチョコチョ・雷・明治大正昭和平成・上岡龍太郎・お茶どすがな・トップレス（総集編、10題リレー落語）
- 201 夫婦喧嘩・川下り・取越し苦労
- 202 横綱・占い研究部・日本のへそ
- 203 マオカラー・海の日・息継ぎ
- 204 カモメール・モアイ・子供の事情
- 205 ありがとさん・文武両道・梅雨明け
- 206 団扇・ボーナス定期・芸の道
- 207 宅配・入道雲・草叢
- 208 回転木馬・大文字・献血
- 209 寝茣蓙・メロンパン・初孫
- 210 方向音痴・家鴨・非売品
- 211 年金生活・女子高生・ロングブーツ
- 212 エキストラ・デカンショ祭・トイレトレーニング
- 213 行けず後家・オーロラ・瓜二つ
- 214 金婚式・月光仮面・ロックンローラー
- 215 孫・有頂天・狸
- 216 雪女・携帯電話・交代制勤務
- 217 赤いバスローブ・スイミング・おでこ
- 218 参勤交代・ケーブルカー・七人兄弟
- 219 秋雨前線・腹八分・シルバーシート
- 220 関東煮・年賀葉書・学童保育
- 221 バンコク・七五三・鼻血
- 222 ホルモン焼き・男襦袢・学園祭

## 落語
その後の落語では、ざこばと鶴瓶が選ばれたお題を使って即興落語を披露していた。お題は必ず3つ全て使う必要があったが、駄洒落など強引な使い方でも良しとされた。
披露する順番は、3つ目のお題が書き上がり、墨が乾いた後にジャンケンで決めていた。演者にとってはここで決まる順番は大切である。
先攻の場合は、順番が決まってすぐさま先攻の落語家のお囃子が鳴り始めるので、先攻に回った場合は、場合によっては流れを考える時間を持てないままに落語をしなければならない。
その代わり、展開や落ちに関しては、先攻ゆえに、順番による暗黙の制限(先攻が使った落語の展開やオチなどが使えなくなる)を受けずにできる、というメリットがあった。
後攻に回れば、先攻が落語を行っている最中に自分の落語を考える時間が持てる。しかし逆に、（特に「らくごの鉄ビン」では後に回れば回るほど）先ほど述べた「暗黙の制限」に縛られることになるデメリットがあった。
落語を終えた後は、ゲストとのトークで盛り上がっていた。いわば、落語とトークのセッションライブと言ったところである。
中期頃には、お題以外にも落語の核となる設定（ストーリー、どんな話の流れか:SF、怪談など）も決めていたことがあった。
回によってはゲストが自ら落語を行うこともあった（大澄賢也や森末慎二など）。

## らくごの鉄ビン
フジテレビで放送されていた『料理の鉄人』をモチーフにした企画で、腕に覚えのある落語家が挑戦者として参加し、ざこばと鶴瓶とともに即興落語に挑戦していた。ただし、『料理の鉄人』とは違って勝敗までは決めていなかった。
企画開始当初はざこばと同じ米朝事務所所属の落語家と、鶴瓶と同じ松竹芸能所属の落語家が繰り返し出演したり、関東の落語家が出演したりしていたが、番組制作に関わっている松竹芸能とは対立関係にある吉本興業所属の落語家からの挑戦は無かった。しかし、両社の対立関係が雪解け状態になりつつあった番組後期においては、吉本の役員の鶴の一声がきっかけで月亭八方や桂きん枝などの吉本に所属する落語家が挑戦者として送り込まれることとなった。
キダ・タローがゲスト出演した回には笑福亭鶴光が挑戦者として登場したが、キダの「観客の投票で一番おもろなかった人には顔にモザイクかけましょ」の一言がきっかけで、結果的にはその回の後半のトーク箇所でキダの顔にモザイクがかかることとなった。

### 挑戦者一覧
- 笑福亭鶴光
- 林家正蔵（当時の林家こぶ平）
- 桂米團治（当時の桂小米朝）
- 桂雀々
- 春風亭柳昇
- 桂春團治（当時の桂春之輔）
- 三遊亭小遊三
- 月亭八方
- 桂小文枝（当時の桂きん枝）
- 桂米助
- 三遊亭円楽（当時の三遊亭楽太郎）
- 桂福團治
- 桂文福
- 桂小春團治（当時の桂小春）
- ほか

## 特集
「○○特集」「○○デー」などと題して、観客を招く企画やその他様々な企画を行うこともあった。
- 生放送 - 全編収録が殆どの中、まれに深夜の時間帯に観客を招いての生放送を行うことがあった。ちなみに、生放送の回に限りステレオ音声で放送された。
- 制服 - 学生や看護師などにそれぞれの制服を着て参加してもらおうという企画。
- シルバー - 敬老の日にちなんだ企画で、60歳以上の人だけに限定して招いていた。
- 浴衣 - 下記の「怪談」と同様に、納涼企画の一環として浴衣を着用して参加してもらうという企画）
- 高校生
- 怪談 - 夏休みに行っていた企画で、その日の落語を怪談にしなければならなかった。
- 民族衣装 - 観客に和装着物やチャイナドレスなどの民族衣装を着用させていた企画。
- らくごのご in ハワイ、らくごのご in イタリア、らくごのご in オーストラリア - 実際にツアーを組み、現地で番組収録も行っていた企画。
- らくごのご in 内子座 - 愛媛県内子町にある芝居小屋「内子座」での番組収録を2週にわたって行った。
- らくごのご in 六本木 - 東京六本木のテレビ朝日のスタジオでの番組収録を2週にわたって行った。
- ほか

## スタッフ
- 構成：池田幾三、藤本多賀雄
- ディレクター：栗田正和、大幸雅弘、細谷尚広（初期はフロアディレクター）
- プロデューサー：北村一明 → 山村啓介 → 松田安啓（ABC）、西美和（松竹芸能）
- テーマ曲：DANCE WE DANCE （KAJA） 、 To the End of the World（パット・メセニー・グループPat Metheny Group）。初期のオープニングテーマは古川忠義作のオリジナル曲[1]
- 協力：リバーボトル、大阪東通、OFFICEりぷる
- 制作協力：松竹芸能
- 制作：ABC